# 萨尔特里奥
萨尔特里奥（義大利語：Saltrio）是意大利瓦雷泽省的一个市镇。总面积3平方公里，人口3053人，人口密度1017.7人/平方公里（2009年）。国家统计（ISTAT）代码为012117。